# برت (آلبوم)
«بَرِت» (به انگلیسی: Barrett) آلبومی از هنرمند اهل بریتانیا سید برت است که در ۱۴ نوامبر ۱۹۷۰ منتشر شد.